# Габријел Сигуа
Габријел Сигуа (груз. გაბრიელ სიგუა; Рустави, Грузија, 30. јун 2005) је грузијски професионални фудбалер који игра на позицији везног играча за швајцарски суперлигашки клуб ФК Базел и репрезентацију Грузије.

## Клубска каријера
Сигуа је омладински производ ФК Рустави и ФК Сабуртало Тбилиси. Потом је са 13 година прешао у омладинску академију ФК Динама из Тбилисија  Освојио је У17 медаљу Александра Чивадзеа 2021. године, признање за најбоље младе грузијске таленте у години. Дебитовао је у сениорској екипи Динамо Тбилиси у победи у Купу Грузије над Самтредијом 7. августа 2022. 
Дана 12. јула 2023, Сигуа је постигао изједначење у свом првом наступу у квалификацијама за УЕФА Лигу шампиона у ремију 1–1 против ФК Астане.
ФК Базел је 25. јула објавио да је потписао петогодишњи уговор са Сигуом.  Придружио се првом тиму Базела у сезони 2023–24. под вођством главног тренера Тима Шулца. Сигуа је дебитовао у домаћем првенству за свој нови клуб на домаћем терену у Сент Јакоб парку 13. августа, ушао је као замена у 78. минуту, пошто је Базел поражен са 2–1 од Лозане-Спорта.  Свој први првенствени гол за свој нови тим постигао је на домаћем терену 3. септембра. Ушао је као замена у 70. минуту, постигао је изједначење у 5. минуту надокнаде времена када је Базел одиграо нерешено 2-2 са Цирихом.

## Репрезентативна каријера
Сигуа је омладински репрезентативац Грузије и позван је у сениорску репрезентацију Грузије на сет утакмица у марту 2023. са 17 година. Дебитовао је у репрезентацији са Грузијом у пријатељској победи над Монголијом резултатом 6-1 25. марта 2023.
Сигуа је био члан репрезентације Грузије У21 за Европско првенство У21 2023. године, чији је домаћин била Грузија.

## Стил игре
Активан везни фудбалер, Сигуа је вредан и модеран фудбалер. Заслужио је стилско поређење са немачким фудбалером Леоном Горецком. 

## Статистика каријере
Ажурирано до утакмице одигране 14. маја 2023.
| Клуб              | Сезона            | Првенство                      | Првенство | Првенство | Национални куп | Национални куп | Континентални куп | Континентални куп | Остало  | Остало | Укупно  | Укупно |
| Клуб              | Сезона            | Лига                           | Наступи   | Голови    | Наступи        | Голови         | Наступи           | Голови            | Наступи | Голови | Наступи | Голови |
| ----------------- | ----------------- | ------------------------------ | --------- | --------- | -------------- | -------------- | ----------------- | ----------------- | ------- | ------ | ------- | ------ |
| ФК Динамо Тбилиси | 2022.             | Еровнули Лига                  | 9         | 0         | 3              | 0              | –                 | –                 | –       | –      | 12      | 0      |
| ФК Динамо Тбилиси | 2023.             | Еровнули Лига                  | 16        | 3         | –              | –              | 2                 | 1                 | 1       | 1      | 19      | 5      |
| ФК Динамо Тбилиси | Укупно            | Укупно                         | 25        | 3         | 3              | 0              | 2                 | 1                 | 1       | 1      | 31      | 5      |
| ФК Базел          | 2023–24.          | Суперлига Швајцарске у фудбалу | 17        | 3         | 1              | 0              | –                 | –                 | –       | –      | 18      | 3      |
| Укупно у каријери | Укупно у каријери | Укупно у каријери              | 42        | 6         | 4              | 0              | 2                 | 1                 | 1       | 1      | 49      | 8      |

1. ↑  Наступи за Квалификације за Лигу шампиона УЕФА
2. ↑  Наступ у Суперкупу Грузије

## Почасти
Динамо Тбилиси
- Еровнули Лига : 2022
- Суперкуп : 2023

Појединац
- У17 медаља Александра Чивадзеа : 2021. [9]